# Драконья гавань
«Драконья гавань» (англ. Dragon Haven) — второй роман из серии «Хроники Дождевых Чащоб» (англ. The Rain Wild Chronicles) писательницы Робин Хобб. Повествование ведется от лица нескольких ключевых персонажей. Книга была издана 4 марта 2010 в издательстве HarperVoyager. На русском языке замечена в продаже осенью 2012 года. Действие происходит во вселенной Элдерлингов после событий первого романа — «Хранитель драконов». Сюжет книги полностью связан с долгим путешествием к городу драконов, в ходе которого раскрываются предательства, любовные похождения и секреты драконьей крови. Драконам приходится сражаться не только с бушующей стихией в виде опасных хищников и кислотной реки; они пытаются противостоять своей сущности, чтобы измениться в лучшую сторону и стать теми, кем должны быть.

## Издания
- Австралия — 1 марта 2010 г. (ISBN 9780007346516)[2]
- Великобритания — 4 марта 2010 г. (ISBN 9780007335817); аудиокнига — 4 марта 2010 г. (ISBN 9780007356881)[3]
- США — 11 мая 2010 года (ISBN 9780061931413); аудиокнига от Tantor Media — 11 мая 2010 г. (ISBN 9781400113347)[4]
- Нидерланды — 1 мая 2010 г. (ISBN 9789024531066), перевод Luitingh Fantasy